# Commando femminile
Commando femminile (Hell Squad) è un film statunitense del 1985, diretto da Kenneth Hartford. Nel cast, Bainbridge Scott e Glen Hartford.

## Trama
Stati Uniti, anni 80. In Israele, uno sceicco e i suoi uomini sequestrano il figlio dell'ambasciatore statunitense. Per liberarlo, viene costituito e addestrato un commando composto di sole donne, ex ballerine a Las Vegas. Dopo una dura battaglia le donne annienteranno i terroristi e libereranno il giovane.